# Fay-de-Bretagne
Fay-de-Bretagne è un comune francese di 3 172 abitanti situato nel dipartimento della Loira Atlantica nella regione dei Paesi della Loira.

## Società

### Evoluzione demografica
Abitanti censiti